# ATC C03 – Diuretikumok
Az ATC C03 – Diuretikumok a gyógyszerek anatómiai, gyógyászati és kémiai osztályozási rendszerének (ATC) egyik alcsoportja.
| ATC C   | Kardiovaszkuláris rendszer               |
| ------- | ---------------------------------------- |
| ATC C01 | Szívre ható szerek                       |
| ATC C02 | Vérnyomáscsökkentők                      |
| ATC C03 | Diuretikumok                             |
| ATC C04 | Perifériás értágítók                     |
| ATC C05 | Vazoprotektív szerek                     |
| ATC C07 | Béta-receptor-blokkolók                  |
| ATC C08 | Kalciumcsatorna-blokkolók                |
| ATC C09 | Renin-angiotenzin rendszerre ható szerek |
| ATC C10 | Szérum lipidszintet csökkentő szerek     |

## C03A 	Mérsékelt hatású diuretikumok, tiazidok

### C03AATiazidok önmagukban
| C03AA01 | Bendroflumetiazid | Bendroflumethiazide | Bendroflumethiazidum |
| C03AA02 | Hidroflumetiazid  | Hydroflumethiazide  |                      |
| C03AA03 | Hidroklorotiazid  | Hydrochlorothiazide | Hydrochlorothiazidum |
| C03AA04 | Klorotiazid       | Chlorothiazide      | Chlorothiazidum      |
| C03AA05 | Politiazid        | Polythiazide        |                      |
| C03AA06 | Triklormetiazid   | Trichlormethiazide  |                      |
| C03AA07 | Ciklopentiazid    | Cyclopenthiazide    |                      |
| C03AA08 | Metiklotiazid     | Methyclothiazide    |                      |
| C03AA09 | Ciklotiazid       | Cyclothiazide       |                      |
| C03AA13 | Mebutizid         | Mebutizide          |                      |

### C03AB Thiazidok és kálium kombinációja
C03AB01 Bendroflumethiazide and potassium
C03AB02 Hydroflumethiazide and potassium
C03AB03 Hydrochlorothiazide and potassium
C03AB04 Chlorothiazide and potassium
C03AB05 Polythiazide and potassium
C03AB06 Trichlormethiazide and potassium
C03AB07 Cyclopenthiazide and potassium
C03AB08 Methyclothiazide and potassium
C03AB09 Cyclothiazide and potassium

### C03AH Tiazidok kombinációi Pszicholeptikumokban és/vagy fájdalomcsillapítókkal
C03AH01 Chlorothiazide, combinations
C03AH02 Hydroflumethiazide, combinations

### C03AX Tiazidok, kombinációban más gyógyszerekkel
C03AX01 Hydrochlorothiazide, combinations

## C03B 	Mérsékelt hatású diuretikumok, kivéve tiazidokat

### C03BASzulfonamidok önmagukban
| C03BA02 | Kinetazon                                     | Quinethazone                                  |                                               |
| C03BA03 | Klopamid                                      | Clopamide                                     |                                               |
| C03BA04 | Klortalidon                                   | Chlortalidone                                 | Chlortalidonum                                |
| C03BA05 | Mefruzid                                      | Mefruside                                     |                                               |
| C03BA07 | Klofenamid                                    | Clofenamide                                   |                                               |
| C03BA08 | Metolazon                                     | Metolazone                                    |                                               |
| C03BA09 | Metikrán                                      | Meticrane                                     |                                               |
| C03BA10 | Xipamid                                       | Xipamide                                      |                                               |
| C03BA11 | Indapamid                                     | Indapamide                                    | Indapamidum                                   |
| C03BA12 | Klorexolon                                    | Clorexolone                                   |                                               |
| C03BA13 | Fenkizon                                      | Fenquizone                                    |                                               |
| C03BA82 | Klorexolon pszicholeptikumokkal kombinációban | Klorexolon pszicholeptikumokkal kombinációban | Klorexolon pszicholeptikumokkal kombinációban |

### C03BB Szulfonamidok és a kálium kombinációkban
C03BB02 Quinethazone and potassium
C03BB03 Clopamide and potassium
C03BB04 Chlortalidone and potassium
C03BB05 Mefruside and potassium
C03BB07 Clofenamide and potassium

### C03BCHiganyos diuretikumok
| C03BC01 | Merzalil | Mersalyl |

### C03BDXantin-származékok
| C03BD01 | Teobromin | Theobromine | Theobrominum |

### C03BX Egyéb mérsékelt hatású diuretikumok
| C03BX03 | Cikletanin | Cicletanine |

## C03C 	Csúcshatású diuretikumok

### C03CASzulfonamidok önmagukban
| C03CA01 | Furoszemid | Furosemide | Furosemidum            |
| C03CA02 | Bumetanid  | Bumetanide | Bumetanidum            |
| C03CA03 | Piretanid  | Piretanide | Piretanidum            |
| C03CA04 | Toraszemid | Torasemide | Torasemidum anhydricum |

### C03CBSzulfonamidok és kálium kombinációja
C03CB01 Furoszemid és kálium
C03CB02 Bumetanid és kálium

### C03CCAriloxi-ecetsav származékok
| C03CC01 | Etakrinsav | Etacrynic acid | Acidum etacrynicum |
| C03CC02 | Tienilsav  | Tienilic acid  |                    |

### C03CDPirazoloneszármazékok
| C03CD01 | Muzolimin | Muzolimine |

### C03CXEgyéb csúcshatású diuretikumok
| C03CX01 | Etozolin | Etozoline |

## C03D 	Kálium-visszatartó diuretikumok

### C03DA 	Aldoszteron-antagonisták
C03DA01 Spironolactone
C03DA02 Potassium canrenoate
C03DA03 Canrenone
C03DA04 Eplerenone

### C03DB 	Egyéb kálium-visszatartó szerek
| C03DB01 | Amilorid   | Amiloride   | Amiloridi hydrochloridum |
| C03DB02 | Triamterén | Triamterene | Triamterenum             |

## C03E 	Diuretikumok és kálium-visszatartó szerek kombinációi

### C03EA 	Mérsékelt hatású diuretikumok és kálium-visszatartó szerek
C03EA01 Hydrochlorothiazide and potassium-sparing agents
C03EA02 Trichlormethiazide and potassium-sparing agents
C03EA03 Epitizide and potassium-sparing agents
C03EA04 Altizide and potassium-sparing agents
C03EA05 Mebutizide and potassium-sparing agents
C03EA06 Chlortalidone and potassium-sparing agents
C03EA07 Cyclopenthiazide and potassium-sparing agents
C03EA12 Metolazone and potassium-sparing agents
C03EA13 Bendroflumethiazide and potassium-sparing agents
C03EA14 Butizide and potassium-sparing agents

### C03EB Csúcs hatású diuretikumok és kálium-visszatartó szerek
C03EB01 Furosemide and potassium-sparing agents
C03EB02 Bumetanide and potassium-sparing agents

## C03X Egyéb diuretikumok

### C03XAVazopresszinantagonisták
| C03XA01 | Tolvaptán  | Tolvaptan  |
| C03XA02 | Konivaptán | Conivaptan |